# Neven Majstorović
Neven Majstorović (Belgrado, 17 de março de 1989) é um voleibolista indoor sérvio que atua na posição de líbero.

## Carreira
É membro da seleção sérvia e defende as cores do clube sérvio Radnički Kragujevac.